# Протеолиз

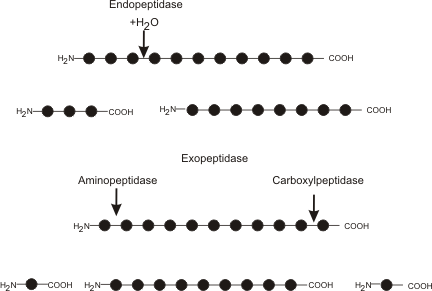
Схема действия эндопептидаз и экзопептидаз

Протеолиз — процесс гидролиза белков, катализируемый ферментами пептидгидролазами, или протеазами.

## Значение
Протеолиз играет большую роль в следующих процессах в организме:
- расщепление до аминокислот белков пищи благодаря действию на них пищеварительных ферментов в желудке и тонкой кишке;
- расщепление собственных белков организма в процессе метаболизма;
- образование ферментов, гормонов и биологически активных пептидов из их неактивных предшественников;
- в растениях протеолиз участвует в мобилизации запасных белков семян при прорастании.

## Типы протеолиза
Действие протеолитических ферментов может быть разделено на две категории:
- ограниченный протеолиз, при котором протеаза специфично расщепляет одну или несколько пептидных связей в белке-мишени, что обычно приводит к изменению функционального состояния последнего: ферменты, например, при этом становятся активными, а прогормоны превращаются в гормоны;
- неограниченный, или тотальный протеолиз, при котором белки расщепляются до отдельных аминокислот.

## Классификация протеаз
По месту атаки молекулы субстрата протеолитические ферменты делятся на эндопептидазы и экзопептидазы:
- эндопептидазы, или протеиназы, расщепляют пептидные связи внутри пептидной цепи. Они узнают и связывают короткие пептидные последовательности субстратов и относительно специфично гидролизуют связи между определёнными аминокислотными остатками.
- экзопептидазы гидролизуют пептиды с конца цепи: аминопептидазы — с N-конца, карбоксипептидазы — с С-конца. Наконец, дипептидазы расщепляют только дипептиды.

Протеазы также классифицируются по типу их механизма катализа. Международный союз по биохимии и молекулярной биологии (International Union of Biochemistry and Molecular Biology) выделяет несколько классов протеаз, включая:
- Сериновые протеазы
- Аспарагиновые протеазы
- Цистеиновые протеазы
- Металлопротеазы

## Ограниченный протеолиз

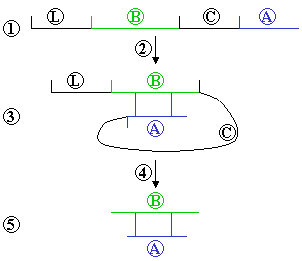
Ограниченный протеолиз на примере инсулина. 1)	Препроинсулин (L - лидерный пептид, B - участок 1, C - участок 2, А - участок 3) 2) Спонтанный фолдинг 3) Образование дисульфидного мостика между А и В 4)	В результате ограниченного протеолиза лидерный пептид и пептид C отрезаются 5) Конечная молекула

Ограниченный протеолиз — процесс расщепления одной или нескольких пептидных связей в молекуле белка ферментом-протеазой. Ограниченный протеолиз является одной из регуляторных посттрансляционных модификаций. Ограниченный протеолиз может изменять такие свойства белка, как ферментативная активность, способность связываться с другими белками, внутриклеточная локализация.

### Примеры ограниченного протеолиза
Ограниченный протеолиз может использоваться клеткой для разных целей:
- для отщепления N- и С-концевых сигнальных последовательностей в процессе внутриклеточного транспорта белка[2];
- для удаления вспомогательной части полипептидной цепи пробелка, которая помогает формировать правильную третичную структуру (С-пептид в проинсулине);
- для активации предшественников ферментов (пищеварительные ферменты, протеазы свёртывания крови[3]);
- для изменения локализации белка (некоторые цитоплазматические белки переходят в ядро после ограниченного протеолиза: SREBP, NF-κB[4], YB-1[5]);
- для получения физиологически активных олигопептидов из белка-предшественника (расщепление проопиомеланокортина с образованием эндорфина, адренокортикотропного гормона, α- и γ-меланоцитстимулирующих гормонов и других физиологически активных пептидов);
- разрезание перемычки между доменами белка, при этом домены обычно остаются в контакте друг другом (созревание дифтерийного токсина[3], формирование фактора пролиферации клеток HCF-1;
- для разделения белковых глобул в полибелках (это характерно для вирусов)[6];
- для получения нескольких изоформ белка (ограниченный протеолиз белков Stat5 и Stat6 приводит к формированию их изоформ, лишённых доменов, активирующих транскрипцию).